# Ковінгтон Тауншип (округ Клірфілд, Пенсільванія)
Ковінгтон Тауншип (англ. Covington Township) — селище (англ. township) в США, в окрузі Клірфілд штату Пенсільванія. Населення — 494 особи (2020).

## Демографія
Згідно з переписом 2010 року, у селищі мешкало 526 осіб у 229 домогосподарствах у складі 156 родин. Було 415 помешкань
Расовий склад населення:
| - 98,9 % — білих - 0,2 % — вихідців з тихоокеанських островів - 0,2 % — чорних або афроамериканців - 0,2 % — азіатів |

До двох чи більше рас належало 0,6 %. Частка іспаномовних становила 0,6 % від усіх жителів.
За віковим діапазоном населення розподілялося таким чином: 17,5 % — особи молодші 18 років, 65,0 % — особи у віці 18—64 років, 17,5 % — особи у віці 65 років та старші. Медіана віку мешканця становила 48,4 року. На 100 осіб жіночої статі у селищі припадало 107,9 чоловіків;  на 100 жінок у віці від 18 років та старших — 100,9 чоловіків також старших 18 років.
Середній дохід на одне домашнє господарство  становив 51 415 доларів США (медіана — 44 167), а середній дохід на одну сім'ю — 61 036 доларів (медіана — 63 693). Медіана доходів становила 36 111 долар для чоловіків та 35 556 доларів для жінок. За межею бідності перебувало 7,4 % осіб, у тому числі 18,8 % дітей у віці до 18 років та 16,5 % осіб у віці 65 років та старших.
Цивільне працевлаштоване населення становило 262 особи. Основні галузі зайнятості: освіта, охорона здоров'я та соціальна допомога — 23,3 %, роздрібна торгівля — 13,7 %, транспорт — 13,0 %.